# Condició de frontera de Cauchy
En matemàtiques, la condició de frontera o condició de contorn de Cauchy (en francès: [koʃi]: ) afegeix a una equació diferencial ordinària o a una equació diferencial en derivades parcials condicions que la solució ha de satisfer en la frontera; idealment per tal d'assegurar que existeix una solució única. La condició de frontera de Cauchy especifica ambdós el valor de la funció i de la derivada normal en la frontera del domini. Això correspon a imposar tant la condició de frontera de Dirichlet com la de Neumann. Duu el nom del prolific analista matemàtic francès del segle xix Augustin Louis Cauchy.

## Equacions diferencials ordinàries de segon ordre
Les condicions de frontera de Cauchy són senzilles i habituals en les equacions diferencials ordinàries de segon ordre,
{\displaystyle y''(s)=f{\big (}y(s),y'(s),s{\big )},}
on, per tal d'assegurar que existeix una solució única {\displaystyle y(s)}, es pot especificar el valor de la funció {\displaystyle y} i el valor de la derivada {\displaystyle y'} en un cert punt donat {\displaystyle s=a}, és a dir
{\displaystyle y(a)=\alpha ,}
i
{\displaystyle y'(a)=\beta ,}
On {\displaystyle a} és un punt de frontera o inicial. Atès que el paràmetre {\displaystyle s} és normalment el temps, les condicions de Cauchy també reben el nom de condicions de valor inicials o dada de valor inicial o senzillament dades de Cauchy. Un exemple d'això és les lleis de Newton, en què l'acceleració {\displaystyle y''} depèn de la posició {\displaystyle y}, de la velocitat {\displaystyle y'}, i del temps {\displaystyle s}; aquí, les dades de Cauchy corresponen a saber la posició inicial i la velocitat.

## Equacions diferencials en derivades parcials
Per a les equacions diferencials en derivades parcials, les condicions de frontera de Cauchy especifiquen tant la funció i com la derivada normal en la frontera. En general, consideri's l'equació diferencial en derivades parcials següent:
{\displaystyle A(x,y)\psi _{xx}+B(x,y)\psi _{xy}+C(x,y)\psi _{yy}=F(x,y,\psi ,\psi _{x},\psi _{y}),}
On {\displaystyle \psi (x,y)} és la solució desconeguda, {\displaystyle \psi _{x}} denota la derivada de {\displaystyle \psi } respecte de {\displaystyle x}, etc. Les funcions .{\displaystyle A,B,C,F} especifiquen el problema.
Ara busquem una funció {\displaystyle \psi } que satisfaci l'equació diferencial en derivades parcials en un domini {\displaystyle \Omega }, subconjunt del pla {\displaystyle xy}, i tal que les condicions de frontera de Cauchy
{\displaystyle \psi (x,y)=\alpha (x,y),\quad \mathbf {n} \cdot \nabla \psi =\beta (x,y)}
es compleixin en tots els punts de la frontera {\displaystyle (x,y)\in \partial \Omega }. Aquí, {\displaystyle \mathbf {n} \cdot \nabla \psi } és la derivada en la direcció normal a la frontera. Les funcions {\displaystyle \alpha } i {\displaystyle \beta } són les dades de Cauchy.
Noti's la dirferència entre les condicions de frontera de Cauchy i les condicions de frontera de Robin. En les primeres, s'especifiquen totes dues la funció i la derivada normal. En les segones, s'especifica una mitjana ponderada de les dues.
En cas que es volguessin condicions de frontera per assegurar que existeix exactament una (única) solució, però per a equacions diferencials en derivades parcials de segon ordre, no és tan senzill garantir l'existència i la unicitat com ho és en el cas de les equacions diferencials ordinàries. Les dades de Cauchy és més immediatament pertinent per problemes hiperbòlics (per exemple, l'equació ondulatòria) en dominis oberts (per exemple, el mig pla).